# Lausanne
Lausanne er en by i den fransktalende del af Schweiz ved bredden af Genevesøen. Byen er hovedstad i kantonen Vaud. Lausanne har 141.418(2022) indbyggere.
Den Internationale Olympiske Komite (IOC) har sit hovedkvarter i Lausanne, hvor også det Olympiske museum, Collection de l'Art Brut og et kunstmuseum. Pierre de Coubertin, grundlæggeren af de moderne olympiske lege, ligger begravet i Lausanne.